# حاج احمدکندی
حاج احمدکندی یک روستا در ایران است که در دهستان پائین برزند واقع شده‌است. حاج احمدکندی ۱۱۰ نفر جمعیت دارد.